# الکترو هاوس
الکترو‌ هاوس ژانری از موسیقی رقص الکترونیک است که متشکل از بیسی سنگین و تندایی نزدیک بر ۱۲۸ ضرب بر دقیقه است. این عبارت برای توصیف سبک موسیقی بسیاری از ۱۰۰ هنرمند برتر نظرسنجی مجله دی‌جی همچون بنی بناسی، اسکریلکس، استیو آئوکی و ددماوس استفاده شد.

## زیرسبک‌ها

### داچ هاوس
داچ هاوس (انگلیسی: Dutch house)، که گاه از آن با عنوان «درتی داچ» (انگلیسی: Dirty Dutch) یاد می‌شود، زیرسبکی از الکترو هاوس است که ریشه در هلند دارد و تا سال ۲۰۰۹ به شهرت نسبی رسید، و در اصلی توسط واتو گنزالز، افروجک و دی‌جی چاکی پایه‌گذاری شد. این سبک در درجهٔ اول به‌واسطهٔ ریتم‌های پیچیدهٔ ساخته‌شده از کیت‌های درام الهام‌گرفته از موسیقی لاتین، تأکید کمتر بر بیس‌لاین و سینث‌های اصلی ریز در اکتاوهای بالا شناخته می‌شود. سبک‌هایی نظیر دیترویت تکنو، هیپ هاپ و سایر سبک‌های شهری موسیقی از جمله سبک‌های الهام‌بخش این سبک بوده‌اند.

### فیجت هاوس
فیجت هاوس (انگلیسی: Fidget house)، یا فیجت، «به‌واسطهٔ خرده‌وکال‌های گرفته‌شده از آثار دیگر، بیس‌لاین‌های کثیف برده‌شده با نت‌های خمیده و استب‌های سینث به سبک رِیو بر روی ضرب‌های ۴/۴ به سبک گلیچ شناخته می‌شود» این سبک از سبک‌های دیگر شامل شیکاگو هاوس، دیترویت تکنو، بالتیمور کلاب، کودورو و هیپ هاپ الهام گرفته است. موسیقی‌دانانی که در این سبک فعالیت می‌کنند شامل بلادی بیت‌رویتس، ای‌سی سلیتر،× دینجر، مروه، جک بیتس و سوئیچ می‌شوند. نام این سبک به‌عنوان اصطلاحی از سوی جسی رز و سوئیچ، دی‌جی/تهیه‌کنندگان این سبک به‌عنوان «یک شوخی که اکنون کمی از حد گذشته است» ابداع و مطرح شد.

### کامپلکسترو
کامپلکسترو (انگلیسی: Complextro) به‌واسطهٔ بیس‌لاین‌های گلیچی و پیچیده و نیز جزئیات ایجادشده به‌واسطهٔ برش شدید بین سازهای مختلف به‌صورت متوالی شناخته می‌شود. این اصطلاح که یک تکواژ چندوجهی از واژه‌های «کامپلکس» (به معنی پیچیده) و «الکترو» است، نخستین بار توسط پورتر رابینسون برای توصیف آثار موسیقایی که خود در سال ۲۰۱۰ تولید می‌کرد، مورد استفاده قرار گرفت. او از صداهای بازی‌های ویدئویی و چیپ‌تیون در کنار موسیقی تولیدشده با سینث‌سایزهای آنالوگ در دههٔ ۱۹۸۰ به‌عنوان عناصر الهام‌بخش آثار موسیقایی خود یاد کرده است.

### ملبورن باونس
ملبورن باونس (انگلیسی: Melbourne bounce) زیرسبکی از موسیقی الکترو هاوس است که ریشه در ملبورن، استرالیا دارد و پیشروی از سبک آپ‌تمپو و تحت الهام از سازهای بادی داچ هاوس، سینث‌های تک ترنس، استب‌های الکترو هاوس و بیس‌لاین‌های الهام‌گرفته از اسکوز هاوس از مشخصه‌های آن است که گاه شامل المان‌های اسید هاوس و سایترنس نیز می‌شود. قطعه‌های این سبک عموماً دارای تندای ۱۲۸ ضرب در دقیقه هستند. نام این سبک اصطلاحی است که برای توصیف آثار برخی از دی‌جی/تهیه‌کنندگان از جمله دیورو، جوئل فلچر، ویل اسپارکس، وینای و تی‌جی‌آر در سال‌های ۲۰۱۲ تا ۲۰۱۶ مورد استفاده قرار گرفت. این سبک متشکل از بیس‌های ضد ضرب و جهنده، به‌همراه لید تشکیل‌شده از وکال‌های خرد شده، صدای خشن سازهای بادی و فیل‌های ۸ میزانی با اسنیر پیش از دراپ تشکیل شده است. آثار ملیبورن هاوس معمولاً حاوی ساخار ضربی تکرار شونده به‌همراه مقداری از انباشت‌ها و دراپ‌های ملایم در سرتاسر قطعه هستند. پیدایش این سبک به‌عنوان تلاقی میان المان‌ها و استایل‌های ملبورن هاوس/مینیمال کلید خورد. ملبورن باونس در حدود میانه‌ها تا پایان سال ۲۰۱۲ و به شهرت رسید و از سال ۲۰۱۳ به بعد روند ثابتی در رشد را تجربه کرده. در سال ۲۰۱۴، آثار جوئل فلچر، ویل اسپارکس و اوبرجکد به‌طور محلی و بین‌المللی توسط دی‌جی‌ها مورد استفاده قرار گرفته و پخش می‌شدند و الهام‌بخش سبک رقص الکترونیک هنرمندانی نظیر استیو آئوکی، تی‌جی‌آر و هنرمندان دیگر بودند.